# NGC 493
NGC 493 (również PGC 4979 lub UGC 914) – galaktyka spiralna z poprzeczką (SAB(s)cd), znajdująca się w gwiazdozbiorze Wieloryba w odległości około 71 milionów lat świetlnych. Odkrył ją William Herschel 20 grudnia 1786 roku.
W galaktyce tej zaobserwowano do tej pory jedną supernową – SN 1971S.